# Robiano (tramhalte)
Robiano is een Brusselse tram- en bushalte van de MIVB en De Lijn in de gemeente Schaarbeek. De halte ligt aan het kruispunt van de Haachtsesteenweg en de Rogierlaan, twee drukke verkeersassen. De haltes langs de Rogierlaan worden gebruikt door tramlijn 25 en De Lijn-buslijn 358, de overige trams en bussen stoppen aan de Haachtsesteenweg.
Op de Haachtsesteenweg is er ook sprake van een flessenhals, aangezien twee tramlijnen en twee buslijnen er samenkomen met veel autoverkeer, terwijl er geen aparte rijstroken zijn voor het openbaar vervoer. Het is ook een vrij drukke straat met veel kleine winkels en eetgelegenheden, wat bijvoorbeeld voor foutparkeerders zorgt.
De halte is genoemd naar de De Robianostraat, een nabijgelegen zijstraat van de Haachtsesteenweg, de graven de Robiano waren grote landeigenaars in Schaarbeek.

## Tramlijnen
|  | 25 - Rogier - Boondaal station      |
|  | 92 - Schaarbeek station - Fort Jaco |
|  | 93 - Schaarbeek station - Legrand   |

## Buslijnen
|  | 65 - De Brouckère - Bourget                         |
|  | 66 - De Brouckère - Kerkhof van Brussel             |
|  | 358 - Brussel-Noord - Kortenberg - Leuven (De Lijn) |

## Plaatsen en straten in de omgeving
- De Koninklijke Sint-Mariakerk
- De drukke Haachtsesteenweg en de Rogierlaan